# 明徳寺 (伊豆市)
明徳寺（みょうとくじ）は、静岡県伊豆市にある曹洞宗の古刹。東司（便所）の守護神とされる「烏枢沙摩明王（うすさまみょうおう）」を祀る。南北朝時代末期の明徳年間に、利山忠益により創建された。
烏枢沙摩明王は、不浄なものを浄化する徳を持っているとされる。「おさすり」「おまたぎ」があり、これを撫でたり跨いだりすると下半身の病気に御利益があるといわれる。毎年8月29日に伊豆三大奇祭（尻つみ祭り、どんつく祭、東司(とうす)まつり）の一つ、東司まつりが行われる。
また「天城温泉郷 七福神巡り」の寺の一つで大黒尊天（大黒天）が充てられている。